# Daltonia pulvinata
Daltonia pulvinata är en bladmossart som beskrevs av Mitten 1869. Daltonia pulvinata ingår i släktet Daltonia och familjen Daltoniaceae. Inga underarter finns listade i Catalogue of Life.